# التعديل الثاني والعشرون لدستور الولايات المتحدة الأمريكية

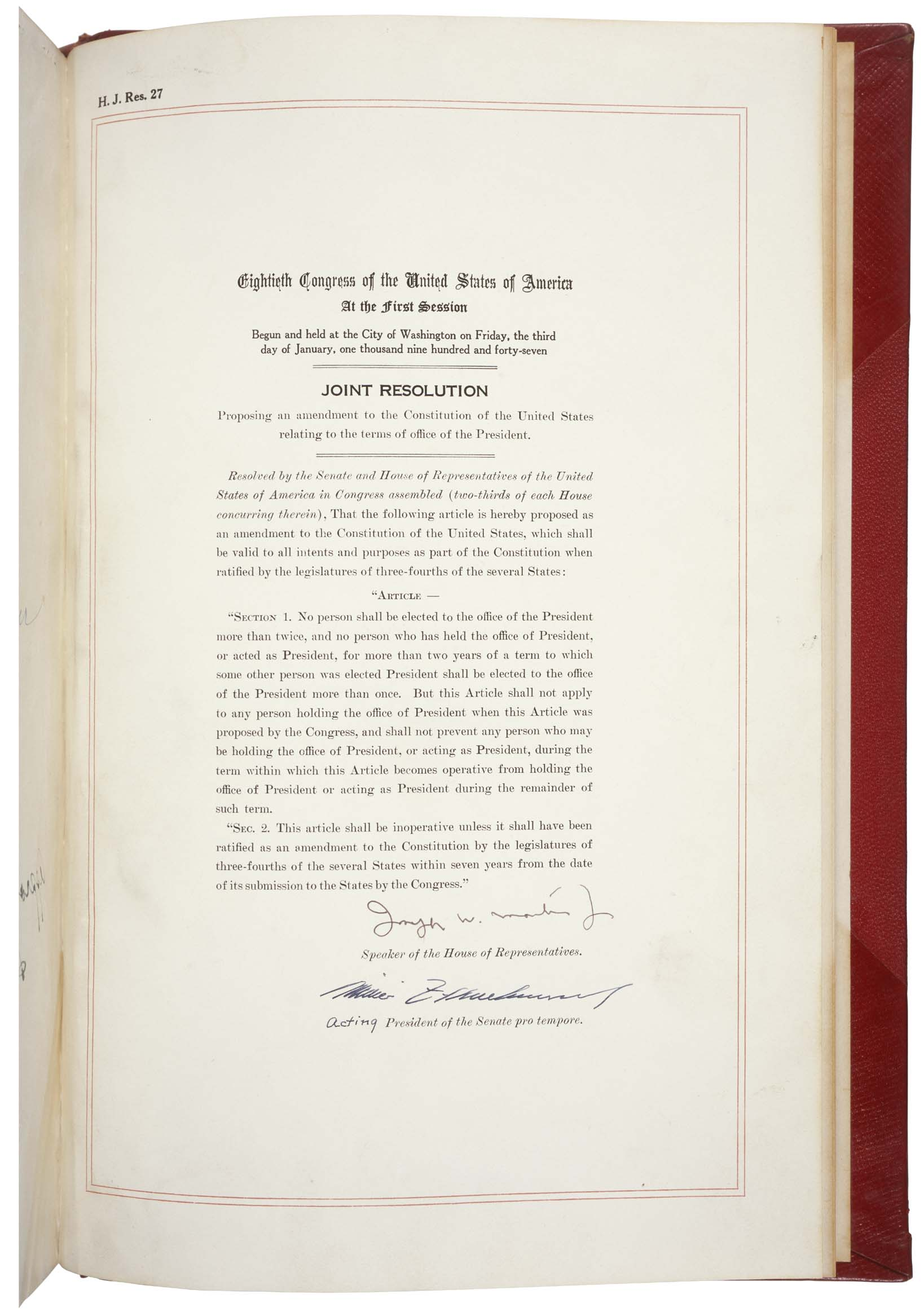

التعديل الثاني والعشرون يحدد التعديل حداً لعدد المرات التي يكون فيها الفرد مؤهلاً للانتخاب لمنصب رئيس الولايات المتحدة ، كما يحدد شروط الأهلية الإضافية للرؤساء الذين ينجحون في شروط غير منتهية الصلاحية من أسلافهم.
قبل التصديق على التعديل، لم يكن الرئيس خاضعًا لحدود الفترات، لكن جورج واشنطن أسس تقليدًا من فترتين يتبعه العديد من الرؤساء الآخرين. في الانتخابات الرئاسية لعام 1940 والانتخابات الرئاسية لعام 1944، أصبح فرانكلين روزفلت أول رئيس يفوز بولاية ثالثة ثم بعد ذلك لفترة رابعة ، مما أثار مخاوف بشأن القضايا المحتملة المتعلقة برئيس يخدم عددًا غير محدود من الفترات. وافق الكونغرس على التعديل الثاني والعشرين في 21 مارس 1947 ، وقدمه إلى الهيئات التشريعية في الولاية للتصديق عليه. اكتملت هذه العملية في 27 فبراير 1951 ، بعد أن تم التصديق على التعديل من قبل 36 دولة مطلوبة من 48 ولاية في ذلك الوقت (حيث لم تكن ألاسكا ولا هاواي كولايات)، ودخلت أحكامه حيز التنفيذ في ذلك التاريخ.

## روابط خارجية
- دليل أنينبيرج لدستور الولايات المتحدة: التعديل الثاني والعشرون
- CRS الدستور المشروح: التعديل الثاني والعشرون